# Gebäudeenergiegesetz
Das Gebäudeenergiegesetz (GEG) ist ein deutsches Bundesgesetz. Es wurde 2020 vom Kabinett Merkel IV entworfen und im Bundestag verabschiedet, um die nationalen Klimaschutzziele im Gebäudesektor zu erreichen. Mit dem Gesetz wurde auch das Energieeinsparrecht für Gebäude vereinheitlicht, indem das Energieeinspargesetz, die Energieeinsparverordnung  und das Erneuerbare-Energien-Wärmegesetz darin aufgingen. Es ist auch ein zentraler Baustein der deutschen Wärmewende.
Am 19. April 2023 billigte das Kabinett Scholz einen Entwurf zur Novelle des GEG (umgangssprachlich „Heizungsgesetz“), die nach einigen Änderungen schließlich am 8. September 2023 vom Deutschen Bundestag  beschlossen wurde. Gemäß Gesetz wurden damit unter anderem folgende Sachverhalte relevant:
Seit dem 1. Januar 2024 müssen Heizungen von Neubauten in Neubaugebieten zu mindestens 65 % mit erneuerbaren Energien betrieben werden. Die Wärme von Wärmepumpen und Fernwärme gilt dabei bereits jetzt als erneuerbar.
Mit verbindlichem Beschluss zur Ausweisung von Wärmenetz- und Wasserstoffnetzgebieten durch den kommunalen Gemeinderat (das Vorliegen einer Wärmeplanung reicht dafür nicht aus), spätestens aber ab Mitte 2026 (Kommune mit mehr als 100.000 Einwohnern) bzw. Mitte 2028 (Kommune mit weniger als 100.000 Einwohnern) müssen auch neue Heizungen in Bestandsbauten mit mindestens 65 % erneuerbaren Energien betrieben werden.
Ab 2045 dürfen Heizkessel nicht mehr mit fossilen Brennstoffen betrieben werden (§ 72 Abs. 4). Um wirtschaftliche Verluste zu vermeiden, ist es daher naheliegend, dass bereits mindestens 20 Jahre vorher (Lebensdauer von Heizungsanlagen) Regelungen getroffen werden, um den Neueinbau von fossilen Heizungen zu begrenzen.
Bereits vor der viel diskutierten 2. Novelle sah das GEG Austauschverpflichtungen für bestimmte mehr als 30 Jahre alte, ineffiziente Standard- beziehungsweise Konstant-Temperaturkessel vor. Befreit von dieser Austauschpflicht sind Eigentümer, die bereits vor 2002 in ihrem Gebäude wohnten.
Im Rahmen der Bundesförderung für effiziente Gebäude sowie anderer Förderungen werden energetische Gebäudesanierungsmaßnahmen sowie der Umstieg auf konforme Heizungen unterstützt.

## Entstehung und Änderungen
Das GEG dient der Umsetzung der EU-Gebäuderichtlinie EPBD und der EU-Energieeffizienz-Richtlinie EED. Nach Art. 9 der EPBD müssen neue Nichtwohngebäude der öffentlichen Hand ab 2019 und alle neuen Gebäude ab 2021 als Niedrigstenergiegebäude errichtet werden. Dazu war ein entsprechender Standard festzulegen. Ursprünglich sollte dieser in einer Verordnung nach § 2a Energieeinsparungsgesetz bestimmt werden. Die zuständigen Ministerien verständigten sich dann auf eine Vereinheitlichung der Regelungen über die energetischen Anforderungen an Gebäude. Ein erster Entwurf wurde 2017 nicht weiter verfolgt. Im November 2018 wurde ein überarbeiteter Entwurf veröffentlicht. Am 23. Oktober 2019 hat das Bundeskabinett einen weiteren Entwurf beschlossen.

Durch die Zusammenführung und Vereinheitlichung der bisherigen Regelungen soll deren Anwendung und Vollzug erleichtert werden.
Der Bundesrat hat am 20. Dezember 2019 seine Stellungnahme nach Art. 76 Abs. 2 GG zu diesem Entwurf abgegeben.
Am 29. Januar 2020 wurde der Entwurf in 1. Lesung im Bundestag behandelt und am 18. Juni 2020 in veränderter Form beschlossen.
Am 3. Juli 2020 billigte der Bundesrat das Gebäudeenergiegesetz.
Zum 1. Januar 2023 traten Änderungen in Kraft, die insbesondere die Reduzierung des zulässigen Jahres-Primärenergiebedarfs im Neubau von bisher 75 Prozent des Referenzgebäudes auf 55 Prozent, die Anpassung der Anlage 5 des GEG zum vereinfachten Nachweisverfahren für Wohngebäude sowie die Einführung eines Primärenergiefaktors für Strom zum Betrieb von wärmenetzgebundenen Großwärmepumpen (1,2 für den nicht erneuerbaren Anteil; § 22 Abs. 2 S. 3) beinhalten.

## Ziele
Ziel des GEG ist es, einen wesentlichen Beitrag zur Erreichung der nationalen Klimaschutzziele zu leisten. Schließlich trägt der Gebäude-Sektor zu etwa 30 % der CO2-Emissionen in Deutschland bei. Dies soll durch Maßnahmen zur Einsparung von Treibhausgasemissionen sowie durch die zunehmende Nutzung erneuerbarer Energien oder unvermeidbarer Abwärme für die Energieversorgung von Gebäuden erreicht werden (§ 1 Abs. 1). Volkswirtschaftlich betrachtet könnten so die mehr als 100 Milliarden Euro, die Deutschland bislang jährlich für den Import von fossilen Energieträgern ins Ausland überweist, zukünftig der deutschen Volkswirtschaft zugutekommen. Der öffentlichen Hand kommt dabei eine Vorbildfunktion zu (§ 4).

## Aufbau
Das in neun Teile gegliederte GEG regelt nach einem Allgemeinen Teil in Teil 2 (§§ 10–45) Anforderungen an neu zu errichtende Gebäude. Teil 3 (§§ 46–56) enthält Bestimmungen zu Bestandsgebäuden, Teil 4 (§§ 57–78) zu Anlagen der Heiz- und Kühltechnik, Warmwasserversorgung und Raumlüftung. In Teil 5 (§§ 79–88) werden Energieausweise behandelt. Teil 6 enthält in §§ 89–91 Bestimmungen zur finanziellen Förderung des Einsatzes erneuerbarer Energien. Die Teile 7–9 beschreiben Bestimmungen zu Sonderfällen sowie Vollzugs- und Übergangsvorschriften. Insgesamt 11 Anlagen schließen das GEG ab.
Die konkreten Anforderungen werden im GEG regelmäßig durch Verweis auf DIN-Normen geregelt. So heißt es zum Beispiel in § 20 Abs. 1: „Für das zu errichtende Wohngebäude und das Referenzgebäude ist der Jahres-Primärenergiebedarf nach DIN V 18599: 2018-09 zu ermitteln.“

## Regelungen im Einzelnen

### Allgemeiner Teil
Der Allgemeine Teil enthält, neben dem Anwendungsbereich (§ 2) und zahlreichen Begriffsbestimmungen (§ 3), in § 6 die an die Energieeffizienz-Richtlinie angepasste Verordnungsermächtigung für die Heizkostenverordnung sowie in § 7 Bestimmungen zu den anerkannten Regeln der Technik.

### Anforderungen an Neubauten (Teil 2)

#### Niedrigstenergie-Gebäudestandard
Der Niedrigstenergie-Gebäudestandard wird in § 10 durch Verweis
- auf § 15 (Wohngebäude) bzw. § 18 (Nichtwohngebäude) hinsichtlich des Gesamtenergiebedarfes (§ 3 Abs. 1 Nr. 12),
- auf § 16 bzw. § 19 hinsichtlich des baulichen Wärmeschutzes sowie
- auf die §§ 34–45 hinsichtlich der Nutzung erneuerbarer Energien (§ 3 Abs. 2) bestimmt.

Er ging in der Fassung von 2020 nicht über das Anforderungsniveau der früheren Vorschriften hinaus; ein Neubau musste einen Endenergiebedarf von höchstens 45–60 kWh/m² pro Jahr haben. Durch die am 1. Januar 2023 in Kraft getretene Neufassung wurde für Neubauten der zulässige Jahres-Primärenergiebedarf von bisher 75 % des Primärenergiebedarfs des Referenzgebäudes auf 55 % reduziert. Die Eigenschaften des Referenzgebäudes werden in Anlage 1 des GEG beschrieben. Die Anforderungen sollen nach § 9 im Jahr 2023 überprüft und ein Gesetzgebungsvorschlag zu ihrer Weiterentwicklung gemacht werden. Bei diesem ist wiederum die Bezahlbarkeit des Bauens und Wohnens zu beachten (§ 9 Abs. 1 S. 2).

#### Anrechnung von Strom aus erneuerbaren Energien
Nach § 23 Abs. 1 darf aus erneuerbaren Energien gebäudenah erzeugter Strom beim Jahres-Primärenergiebedarf eines zu errichtenden Gebäudes in Abzug gebracht werden. Die Berechnung des Abzugs regelt § 23 Abs. 2.

### Bestandsgebäude (Teil 3)
Die energetische Qualität bestehender Gebäude darf nicht verschlechtert werden (§ 46). Die oberste Geschossdecke (oder das Dach) muss gedämmt werden, falls dies noch nicht ausreichend der Fall ist (§ 47). Wenn Außenbauteile erneuert, ersetzt oder erstmalig eingebaut werden (z. B. Fenster oder der Putz einer Außenwand), müssen dabei die in Anlage 7 genannten jeweiligen Mindeststandards hinsichtlich des nach § 49 zu berechnenden Wärmedurchgangskoeffizienten eingehalten werden (§ 48). Diese Vorgaben gelten aber nach § 50 als erfüllt, wenn das Gebäude insgesamt bestimmte energetische Eigenschaften aufweist. Auch hier ist die Anrechnung von Strom aus erneuerbaren Energien, der im unmittelbaren räumlichen Zusammenhang mit dem Gebäude erzeugt wird, möglich (§ 50 Abs. 3). Die Anforderungen an bestehende Gebäude werden ebenfalls nach § 9 Abs. 1 im Jahr 2023 überprüft, bis Stand Ende 2024 ergaben sich daraus jedoch keine Änderungen.

### Regelungen zu Heizungs- und Kühlungsanlagen (Teil 4)

#### In Betrieb befindliche Heizungsanlagen

##### Betreiberpflichten
Anlagen und Einrichtungen der Heizungs-, Kühl- und Raumlufttechnik sowie der Warmwasserversorgung sind vom Betreiber regelmäßig zu warten und instand zu halten (§ 60). Insbesondere enthält § 60a detaillierte Vorgaben für die Wartung und Prüfung von Wärmepumpen in Gebäuden mit mindestens sechs Wohnungen. § 60b verpflichtet zur Prüfung und Optimierung von älteren wasserführenden Heizungsanlagen in solchen Gebäuden, § 60c schreibt einen hydraulischen Abgleich für diese vor.

##### Austauschpflicht
Heizkessel, die flüssigen oder gasförmigen Brennstoff verbrauchen und vor dem 1. Januar 1991 aufgestellt wurden, dürfen nicht mehr betrieben werden. Das Gleiche gilt für später in Betrieb genommene Heizkessel, sobald sie 30 Jahre in Betrieb waren. Dies gilt jedoch nicht für Niedertemperatur-Heizkessel und Brennwertkessel sowie Heizungen mit einer Leistung unter 4 Kilowatt oder über 400 Kilowatt (§ 72 Abs. 1–3). Jedenfalls dürfen Heizkessel längstens bis Ende 2044 mit fossilen Brennstoffen betrieben werden (§ 72 Abs. 4).

#### Neue Heizungsanlagen (Rechtslage ab 2024)
Nach dem 18. Oktober 2024 neu eingebaute Heizungen müssen in Neubaugebieten mit mindestens 65 Prozent erneuerbaren Energien betrieben werden (§ 71 Abs. 1 und Abs. 12). In allen anderen Gebäuden greift diese Vorgabe erst, wenn die entsprechende Kommune eine verbindliche kommunale Wärmeplanung beschlossen hat, spätestens aber Ende Juni 2026 bzw. 2028 (§ 71 Abs. 8). Die 65-Prozent-Anforderung gilt bei folgenden Heizungen als erfüllt (§ 71 Abs. 3 Nr. 1–7):
1. Fernwärmeanschluss nach § 71b
2. Wärmepumpe nach § 71c
3. Elektrogebäudeheizung i. S. d. § 71d
4. Solarthermie i. S. d. § 71e
5. Heizungsanlage zur Nutzung von Biomasse (Z.B. Hackschnitzelheizung) oder grünem oder blauem Wasserstoff nach § 71f und § 71g
6. Wärmepumpen-Hybridheizung (§ 71h Abs. 1) bestehend aus einer Wärmepumpe in Kombination mit einer Gas-, Biomasse- oder Flüssigbrennstofffeuerung
7. Solarthermie-Hybridheizung (§ 71h Abs. 2) bestehend aus einer solarthermischen Anlage nach Maßgabe der § 71h Abs. 3 in Kombination mit einer Gas-, Biomasse- oder Flüssigbrennstofffeuerung nach Maßgabe des § 71h Abs. 4.

Zum Teil handelt es sich um eine gesetzliche Fiktion, weil manche Heizungsarten erst in etlichen Jahren mindestens 65 Prozent erneuerbare Energien erzielen müssen. Stand 2023 beruht z. B. Fernwärme noch zu rund 70 Prozent auf der Verbrennung von Erdgas und Kohle. Die Vorgaben für Fernwärme sind im Wärmeplanungsgesetz enthalten: Bestehende Fernwärmenetze müssen ab 2030 mindestens 30 Prozent, ab 2040 mindestens 80 Prozent erneuerbare Wärme oder Abwärme einsetzen (§ 29 WPG). Neue Fernwärmenetze müssen ab dem 1. März 2025 einen Anteil von 65 Prozent erneuerbare Wärme oder Abwärme einsetzen (§ 30 WPG).
Für Gas- und Ölheizungen in Bestandsgebäuden gibt es Ausnahmeregelungen:
- Es sollen verpflichtend kommunale Wärmeplanungen erarbeitet werden, wobei Großstädte ab 100.000 Einwohnern eine Wärmeplanung bis Juli 2026 und kleinere Städte diese bis Juli 2028 vorlegen sollen (§ 71 Abs. 8 S. 3 n.F.). Solange die Wärmeplanung noch nicht existiert, dürfen in Bestandsbauten auch nach dem 1. Januar 2024 noch Gasheizungen eingebaut werden, wenn diese auf einen Wasserstoffbetrieb umrüstbar sind. Für Bestandsbauten, für die in absehbarer Zeit der Anschluss an ein Wärmenetz möglich sein wird, darf eine Gasheizung eingebaut und noch höchstens zehn Jahre lang genutzt werden, wenn der Gebäudeeigentümer einen Vertrag über Anschluss an und Wärmelieferung durch ein Wärmenetz nachweist (§ 71j). Diese Ausnahmeregelungen gelten nicht für ab 2024 fertiggestellte Neubauten. Nach dem 1. Januar 2024, aber vor Eintreten der Bedingungen der neuen GEG-Regeln (kommunale Fernwärmeplanung noch nicht abgeschlossen) müssen neu eingebaute Heizungen ab 2029 zu 15 Prozent mit klimaneutralem Gas oder Öl aus Biomasse oder Wasserstoff betrieben werden, ab 2035 zu 30 Prozent und ab 2040 zu 60 Prozent (§ 71 Abs. 9). Wenn eine Gasheizung erst nach Eintreten der Bedingungen der neuen GEG-Regeln (kommunale Fernwärmeplanung abgeschlossen) eingebaut wird, muss sie auf Wasserstoff umgestellt werden können und die Wärmeplanung der jeweiligen Kommune ein entsprechendes Wasserstoff-Versorgungsnetz vorsehen (§ 71k).
  - Für einen Heizungstausch nach den Fristen des § 78 Abs. 1 S. 1–3 gilt die allgemeine Übergangsfrist des § 71i: Für höchstens fünf Jahre darf übergangsweise eine andere Heizungsanlage eingebaut werden, die nicht die Anforderungen des § 71 Abs. 1 erfüllt. Dies deckt auch den Fall ab, dass eine Erdgas- oder Ölheizung irreparabel defekt wird (Heizungshavarie). Das Bundeswirtschaftsministerium hofft, dass sich rasch ein Markt für gebrauchte Heizungen und Mietmodelle entwickeln wird.
  - Vor Einbau einer Heizungsanlage, die mit einem festen, flüssigen oder gasförmigen Brennstoff betrieben wird, muss eine Beratung erfolgen, in der auf mögliche Auswirkungen der Wärmeplanung und eine mögliche Unwirtschaftlichkeit aufgrund ansteigender Kohlenstoffdioxid-Bepreisung hingewiesen wird (§ 71 Abs. 11). Dies muss durch eine fachkundige Person geschehen, wozu auf § 88 Abs. 1 und § 60b Abs. 3 S. 2 verwiesen wird. Letzteres ist ein Redaktionsversehen, da diese Norm nicht existiert, gemeint ist wohl § 60a Abs. 4.
- Für Mehrfamilienhäuser, in denen Etagenheizungen betrieben werden, differenziert § 71l zwischen dem Fall, dass neue Etagenheizungen eingebaut werden (Abs. 1: fünfjährige Frist zur Erfüllung der Anforderungen des § 71 Abs. 1) und der teilweisen oder vollständigen Umstellung auf eine Zentralheizung (Abs. 2: Verlängerung der Fünfjahresfrist um höchstens acht Jahre). Falls keine Entscheidung getroffen wird, tritt nach § 71l Abs. 4 eine gesetzliche Pflicht zur vollständigen Umstellung ein. Falls es sich um eine Wohneigentumsanlage handelt, sieht § 71n ein besonderes Verfahren für die Entscheidungsfindung durch die Wohnungseigentümer vor. Die allgemeine Übergangsfrist gilt bei Etagenheizungen nicht (§ 71i S. 3).
- Von der Pflicht zum Heizungstausch befreien lassen können sich Hauseigentümer, bei denen die Kosten für den Umbau den Wert der Immobilie übersteigen (§ 102 Abs. 1). Hauseigentümer, die mindestens sechs Monate Sozialleistungen beziehen, können sich für 12 Monate befristet befreien lassen (§ 102 Abs. 5).

Ausnahme von den Ausnahmen:
Gemäß § 72 GEG dürfen Heizkessel, die weder Niedertemperaturheizung oder Brennwertkessel sind, maximal 30 Jahre lang betrieben und müssen dann ausgebaut werden, s. o. Das Alter des Heizkessels kann man am Typenschild außen am Wärmeerzeuger ablesen. Wer als Eigentümer ein Ein- oder Zweifamilienhaus seit dem 1. Februar 2002 selbst bewohnt, ist von der Austauschpflicht befreit gemäß der Ausnahmeregelung in § 73 Abs. 1. Die Austauschpflicht greift aber dann wieder, wenn das Haus den Eigentümer wechselt. In diesem Fall bleiben ab dem ersten Eigentümerwechsel nach dem 1. Februar 2002 zwei Jahre Zeit, um die Heizung auszuwechseln (§ 73 Abs. 2). In jedem Fall dürfen Heizkessel nur bis 31. Dezember 2044 mit fossilen Brennstoffen betrieben werden (§ 72 Abs. 4; s. o.)
Mieterschutz:
In einem vermieteten Gebäude kann der Vermieter beim Einbau einer Wärmepumpe nach § 71c GEG eine Mieterhöhung auf Grund dieser Modernisierungsmaßnahme nach § 559 Absatz 1 oder § 559e Absatz 1 des BGB in voller Höhe nur verlangen, wenn er den Nachweis erbracht hat, dass die Jahresarbeitszahl der Wärmepumpe über 2,5 liegt oder Ausnahmen vorliegen. Anderenfalls dürfen nur 50 Prozent der für die Wohnung aufgewendeten Kosten einer Mieterhöhung zugrunde gelegt werden (§ 71o Abs. 2). Die Monatsmiete darf wegen eines Heizungstauschs um maximal 50 Cent pro Quadratmeter steigen. Wegen weiterer Modernisierungsarbeiten – etwa neue Fenster oder Isolierung – darf die Monatsmiete um maximal drei Euro pro Quadratmeter steigen.

### Energieausweise (Teil 5)
Die Regelungen zu Energieausweisen für Gebäude sind in den §§ 79–88 enthalten. Die Vorlagepflicht bei Verkauf, Vermietung und Verpachtung besteht nicht nur für Verkäufer oder Vermieter, sondern auch für Immobilienmakler (§ 80 Abs. 3 bis 5). Beim Verkauf eines Ein- oder Zweifamilienhauses muss der Käufer nach § 80 Abs. 4 S. 6 ein informatorisches Beratungsgespräch zum Energieausweis mit einer nach § 88 ausstellungsberechtigten Person führen, soweit dies unentgeltlich angeboten wird. § 85 regelt die Angaben, die im Energieausweis enthalten sein müssen, sie entsprechen im Wesentlichen den bisherigen Pflichtangaben. § 87 bestimmt die Pflichtangaben in Immobilienanzeigen.

### Bußgeldvorschriften, Anschluss- und Benutzungszwang (Teil 8)
Die Nichtbeachtung bestimmter Vorschriften des Gebäudeenergiegesetzes stellt eine Ordnungswidrigkeit dar, die von den zuständigen Behörden mit Sanktionen gemäß § § 108 belegt werden kann. Wenn Heizungsanlagen nicht entsprechend der Austauschpflicht nach 30 Jahren ersetzt werden, kann ein Bußgeld von bis zu 50.000 Euro fällig werden (§ 108 Abs. 1 Nr. 20, Abs. 2 Nr. 1). Ebenso kann die Missachtung der Inspektionspflicht für Wärmepumpen zu Strafen von bis zu 5.000 Euro führen (§ 108 Abs. 1 Nr. 4, Abs. 2 Nr. 3). Weitere Sanktionen in Höhe von bis zu 10.000 Euro können für die nicht fristgerechte Durchführung von Heizungsinspektionen erhoben werden (§ 108 Abs. 2 Nr. 2). Besonders schwerwiegende Verstöße, wie der Betrieb von Heizungsanlagen mit nicht gedämmten Geschossdecken oder die Nutzung umweltschädlicher Heizungsanlagen, können mit Bußgeldern von bis zu 50.000 Euro geahndet werden (§ 108 Abs. 2 Nr. 1). Diese Regelungen zielen darauf ab, die Energieeffizienz zu steigern und Umweltbelastungen zu reduzieren.
Nach § 109 können Kommunen von einer landesrechtlichen Bestimmung, nach der sie einen Anschluss- und Benutzungszwang für ein Fernwärmenetz begründen können, auch zum Zweck des Klima- und Ressourcenschutzes Gebrauch machen.

## Diskussion der Neuerungen für neu eingebaute Heizungen ab 2024

### Diskussionen im Gesetzgebungsprozess
Im Koalitionsvertrag vom Dezember 2021 vereinbarten die Koalitionspartner – wenig beachtet –, dass ab 2025 neue Heizungen mit mindestens 65 % erneuerbaren Energien betrieben werden sollen. Im Zuge der Maßnahmen zur Vermeidung einer Gasmangellage in Folge des russischen Überfalls auf die Ukraine beschloss der Koalitionsausschuss – ebenso noch ohne Resonanz in der Öffentlichkeit –, diese Regelung auf 2024 vorzuziehen.
Am 28. Februar 2023 berichtete die Bild-Zeitung dann erstmals auf der Titelseite über einen geleakten Entwurf für die Novellierung des Gebäudeenergiegesetzes, umgangssprachlich seitdem auch als „Heizungsgesetz“ bezeichnet. Ein weiteres in Rahmen dieser Diskussion verwendetes Synonym für das GEG war „Heizhammer“ (bzw. „Heizungshammer“). In der Berichterstattung wurde der Eindruck erweckt, dass auch bestehende Heizungsanlagen von einem Verbot ab 2024 betroffen wären, obwohl der Gesetzentwurf nur Regelungen für neue Heizungen vorsah. Es folgte auch innerhalb der Koalition eine sehr aufgeheizte und kontroverse Debatte. Laut Robin Alexander gibt es zahlreiche Spekulationen darüber, wer den Entwurf an die Bild-Zeitung weitergab, darunter das SPD-geführte Bundeskanzleramt, das FDP-geführte Finanzministerium und FDP-Abgeordnete, die den Entwurf zur fachlichen Einschätzung erhalten hatten. Alexander wies außerdem darauf hin, dass der Staatssekretär des grünen Wirtschaftsministeriums Patrick Graichen den Entwurf bereits in zahlreichen Runden vorgestellt hatte.
Nach verschiedenen Abschwächungen hat am 19. April 2023 das Bundeskabinett den Gesetzentwurf für die 2. Novelle des Gebäudeenergiegesetzes beschlossen. Am 15. Juni 2023 fand im Plenum des Bundestages die erste Lesung zum Gesetzentwurf der Bundesregierung statt.
Am 21. Juni 2023 wurden im Ausschuss für Klimaschutz und Energie des Bundestages Sachverständige angehört.
Am gleichen Tag fand im Plenum des Bundestages eine Befragung der Bundesregierung zu den geplanten Änderungen statt.
Am 27. Juni 2023 stellten die Koalitionsfraktionen Ergebnisse ihrer Verhandlungen zu noch offenen Punkten des Änderungsgesetzes vor. Am 30. Juni 2023 wurde dem zuständigen Ausschuss die über 100-seitige „Formulierungshilfe des BMWK [Bundesministerium für Wirtschaft und Klimaschutz] für einen Änderungsantrag“ der Koalitionsfraktionen vorgelegt.
Am 3. Juli 2023 fand eine zweite Sachverständigenanhörung im Ausschuss für Klimaschutz und Energie statt.
Für den 7. Juli 2023 war die zweite und dritte Lesung im Plenum angesetzt.
Am 5. Juli 2023 gab der Zweite Senat des Bundesverfassungsgerichts (BVerfG) einem Eilantrag von Thomas Heilmann, einem Abgeordneten der CDU/CSU-Fraktion im Deutschen Bundestag, gegen die Gestaltung des Gesetzgebungsverfahrens zur Änderung des Gebäudeenergiegesetzes mit 5:2 Stimmen statt und gab dem Bundestag auf, die zweite und dritte Lesung nicht innerhalb der laufenden Sitzungswoche durchzuführen.
Der Hauptsacheantrag im Organstreitverfahren erscheine mit Blick auf das Recht des Antragstellers auf gleichberechtigte Teilhabe an der parlamentarischen Willensbildung aus Art. 38 Abs. 1 Satz 2 GG weder von vornherein unzulässig noch offensichtlich unbegründet. Das Bundesverfassungsgericht schrieb in seiner Begründung: „Den Abgeordneten steht nicht nur das Recht zu, im Deutschen Bundestag abzustimmen (zu ‚beschließen‘, vgl. Art. 42 Abs. 2 GG), sondern auch das Recht zu beraten (zu ‚verhandeln‘, vgl. Art. 42 Abs. 1 GG).“ Heilmann hatte unter anderem darauf hingewiesen, dass der Bundestag noch für den laufenden Kalendermonat eine Sondersitzung anberaumen könnte.
Die Spitzen der Koalitionsfraktionen teilten mit, dass es keine Sondersitzung in der Sommerpause geben werde und dass die Verabschiedung des Gesetzes auf Anfang September verschoben werde. Nachdem am 5. September 2023 über die Aufsetzung des Gesetzesentwurfs auf die Tagesordnung in einer Geschäftsordnungsdebatte debattiert und abgestimmt wurde, wobei die Koalitionsfraktionen für und die Oppositionsfraktionen gegen die Aufsetzung stimmten, fand die Abstimmung nach Aussprache am 8. September 2023 statt; in namentlicher Abstimmung stimmten dabei 397 Abgeordnete für den vom Ausschuss für Klimaschutz und Energie gegenüber dem Regierungsentwurf umfangreich abgeänderten Gesetzesentwurf, 275 Abgeordnete stimmten gegen ihn, fünf Abgeordnete enthielten sich. Am 29. September 2023 lehnte der Bundesrat einen Antrag auf Anrufung des Vermittlungsausschusses ab und billigte dadurch die Gesetzesänderungen. Das Gesetz wurde am 19. Oktober 2023 im Bundesgesetzblatt verkündet. Damit treten die Änderungen nach Art. 6 des Gesetzes größtenteils zum 1. Januar 2024 in Kraft. Im Vergleich zum ursprünglich geplanten Gesetzentwurf wurde der Gesetzestext im Rahmen der Beratungen verändert, insbesondere wurde die 65%-Pflicht für neue Heizungen im Bestand um ein paar Jahre nach hinten verschoben und eine Verknüpfung mit dem Wärmeplanungsgesetz eingebaut. Eine flankierende Förderung wurde auch beschlossen.
- Veronika Grimm, Mitglied im Sachverständigenrat zur Begutachtung der gesamtwirtschaftlichen Entwicklung, kritisierte, dass das Gesetz sehr kompliziert sei und die Klimaschutzziele im Wärmesektor damit wahrscheinlich nicht erreicht werden können. Sie kritisierte zudem Unsicherheit bei der finanziellen Unterstützung, da „immense Summen“ versprochen werden. Das Versprechen alle Menschen so zu entlasten, „dass es nicht mehr so wehtut, das wird man nicht lange einhalten können“.[53]
- Germanwatch kritisierte, dass es größere Emissionsreduzierungen erst zum Ende des jetzigen Jahrzehnts geben werde. Das seien genau die Verzögerungen zu Lasten der jungen Generation, welche das Bundesverfassungsgericht 2021 für verfassungswidrig erklärt habe (Klimabeschluss).[54]
- Die Präsidentin des Sozialverbands VdK, Verena Bentele, forderte niedrigschwellige Hilfen für Senioren. Härtefallregelungen dürften nicht zu einer „unüberwindlichen bürokratischen Hürde“ werden.[55]
- Der Mieterschutz wird vom Sozialverband Deutschland begrüßt. Kritisiert wird jedoch, dass mit dem Gesetz die Mieten trotzdem weiter steigen dürften. „Die neue Modernisierungsumlage darf zwar nur 50 Cent pro Quadratmeter betragen, dennoch werden Mieterinnen und Mieter deutlich mehr zahlen müssen als bisher. Und das, obwohl die Mieten gerade in Großstädten explodieren und immer mehr Haushalte mit den Mietkosten überlastet sind.“[56]
- Der GdW Bundesverband deutscher Wohnungs- und Immobilienunternehmen kritisiert vor allem, dass Vermieter für den Heizungstausch lediglich die 30-prozentige Grundförderung erhalten. Von den zusätzlichen Klima- und Tempoboni sind Vermieter ausgeschlossen. Das führe dazu, dass Vermieter mit bezahlbaren Mieten nicht genügend Eigenkapital für die Finanzierung der Modernisierungsmaßnahmen zur Verfügung hätten. Zusammen mit gestiegenen Baukosten und Zinsen treibe das neue GEG die Nettokaltmieten hoch, für Neubauten würden 18,10 Euro Kaltmiete pro Quadratmeter notwendig, um Bauprojekte wirtschaftlich zu halten. Mitte 2021 waren noch nur 10,95 Euro Kaltmiete notwendig. Gleichzeitig steige durch die Zuwanderung die Nachfrage nach neuem Wohnraum enorm. Nach Berechnung des Verbandes der Wohnungswirtschaft müssen für eine Umstellung auf eine Wärmepumpe 250 Euro pro zu beheizenden Quadratmeter investiert werden. Da Mieterhöhungen wegen des Heizungstauschs gedeckelt sind und unter Berücksichtigung von Zins, Tilgung und staatliche Förderung, wäre die Investition theoretisch erst nach 29 Jahren wieder eingespielt. „Nachdem was wir wissen, hält eine Wärmepumpe maximal 15 Jahre“, sagt der Präsident des Verbandes der Wohnungswirtschaft, Axel Gedaschko. „Da gehen nun nicht alle Bestandteile auf einmal kaputt. Aber ein Hauptbestandteil ist der Kompressor und der hält in der Regel halt nicht länger als genau diese 15 Jahre.“ Demnach ist es laut Verband der Wohnungswirtschaft mathematisch ausgeschlossen, dass sich der Einbau einer Wärmepumpe für einen Vermieter rechnen kann.[57]
- Auch die Kommunale Wohnungsgesellschaft kritisierte, dass unklar bleibe, wie ein Heizungstausch nach dem neuen GEG finanziell gestemmt werden könne.[58]

### Folgen für Einbauzahlen und Politik
Im Jahr 2023 wurde eine Rekordzahl von mehr als 300.000 Wärmepumpen bundesweit eingebaut. Der Absatz von Ölheizungen verdoppelte sich im Vergleich zum Vorjahr auf 112.500 Anlagen; bei den gasbetriebenen Heizungen wurde bis Oktober 2023 eine Rekordzahl von 694.500 neuen Anlagen installiert. Ursache dafür war im Wesentlichen die Sorge der Eigentümer, im Folgejahr keine rein fossil betriebene Heizung mehr einbauen zu können. Im Jahr 2024 werden nach Prognose des Zentralverbandes Sanitär Heizung Klima (ZVSHK) nicht einmal 200.000 Wärmepumpen gekauft werden. Die von der Bundesregierung für 2024 angestrebten 500.000 neue Wärmepumpen werden nach Verbandsangaben als „illusorisch, auch im nächsten Jahr“, angesehen. Tatsächlich wurden 193.000 Wärmepumpen verkauft. Wesentliche Gründe für die Kaufzurückhaltung bei Wärmepumpen waren und sind eine allgemeine Verunsicherung durch die aufgeheizte Debatte und das Abwarten auf die Fertigstellung der kommunalen Wärmepläne. Im Neubau gilt die Wärmepumpe jedoch mittlerweile als Standardlösung.
Der Minister für Klimaschutz und Wirtschaft Robert Habeck, der im Rahmen der Debatte um das Gesetz massiv an Beliebtheit verlor, räumte neben kommunikativen Fehlern ein, dass er die Bevölkerung beim Klimaschutz mit den ursprünglich geplanten Änderungen zum Gebäudeenergiegesetz überfordert habe. Nach Ende der Gaskrise sei es „ein Tropfen zu viel an Gesetzgebung gewesen“. Das letztlich verabschiedete Gesetz sei gut, weil es einen sanfteren Einstieg vorsehe mit einer Umstellung im Laufe der nächsten 20 bis 30 Jahre.
Im Wahlkampf zur Bundestagswahl 2025 positionieren sich CDU/CSU für die Rücknahme der zweiten Novelle mit den Neuregelungen für den Heizungseinbau. Im Koalitionsvertrag 2025 haben sich die Koalitionäre CDU, CSU und SPD schließlich darauf verständigt, ein neues Gebäudeenergiegesetz zu gestalten, das technologieoffener, flexibler und einfacher ist. Bauindustrie und Handwerk lehnen eine Rücknahme ab, forderten aber auch, das Heizungsgesetz einfacher zu machen und technologieoffen zu gestalten. Der Städtetag fordert, bei Änderungen am Gesetz auf Planungssicherheit zu achten. Im März 2025 forderte der Hauptgeschäftsführer des Zentralverbands Sanitär Heizung Klima eine schnelle Anpassung des Gesetzes, um es praxistauglicher und verständlicher zu machen.

### Vergleich mit anderen Ländern
Bislang ist der Anteil erneuerbarer Energien bei Wärme (einschließlich des Wärmebedarfs der Industrie) mit 18 % (Stand 2024) in Deutschland recht niedrig. Bei den Verkaufszahlen von Wärmepumpen pro Haushalt lag Deutschland (Stand 2022) auf dem vorletzten Platz der EU-Länder, während in Finnland und Norwegen zehnmal so viele, in fast allen anderen Ländern mehr als doppelt bis dreimal so viele Wärmepumpen verkauft wurden wie in Deutschland (z. B. in Polen, Estland, Litauen, Österreich, Italien, Frankreich). Wärmepumpen sind in Deutschland doppelt so teuer wie in Frankreich und mehr als doppelt so teuer wie in Großbritannien. Als Gründe werden hohe Lohnkosten, bürokratische Auflagen und Fehlanreize bei der staatlichen Förderung genannt.
- Schweden ist europäischer Vorreiter im klimaneutralen Heizen. Es dominieren ein fast vollständig klimaneutrales Fernwärmenetz gefolgt von Wärmepumpen. Diese Entwicklung wurde über eine hohe CO2-Steuer auf fossile Brennstoffe gefördert, geholfen haben auch die sehr günstigen Strompreise.[78] In Schweden soll der Heizungssektor bereits 2030 komplett fossilfrei sein.[79]
- In Dänemark sind fossile Heizungen im Neubau bereits seit 2013 verboten, seit 2016 auch Ölheizungen im Bestand.[80] Ca. 65 Prozent aller dänischen Haushalte sind an ein Fernwärmenetz angeschlossen. Die Fernwärme wird mit Biomasse, Abwärme von Industrieanlagen oder großen Wärmepumpen erzeugt.[81]
- In Frankreich ist Strom sehr billig, die Mehrheit der Franzosen heizt mit elektrischen Radiatoren, aber auch zunehmend mit Wärmepumpen. Die Stromerzeugung beruht zu zwei Dritteln auf Atomenergie, was für die Klimabilanz gut ist. In Neubauten ist der Einbau von Gasheizungen seit 2022 verboten.[82] Seit 2022 sind Ölkessel verboten, falls Alternativen verfügbar sind.[83]
- In Italien wurden 2022 sehr viele Wärmepumpen eingebaut, denn bis 2022 war eine energetische Sanierung für italienische Staatsbürger dank „Superbonus 110 Prozent“ praktisch kostenlos. Ministerpräsidentin Giorgia Meloni setzte den Fördersatz auf 90 Prozent herunter, seitdem ging die Nachfrage stark zurück. Der Einbau von Gasheizungen ist nicht verboten, wird aber auch nicht bezuschusst.[84]
- Schweiz: 2023 wurde ein Klimaschutzgesetz erlassen, das fossile Heizungen nicht verbietet, aber deren Austausch gegen klimafreundliche Varianten mit zwei Milliarden Schweizer Franken fördert.[85]
- In Österreich war ein sehr ambitioniertes Klimaschutzgesetz geplant, dieses wurde jedoch nicht verabschiedet, weil die nötige Mehrheit im Parlament nicht zustande kam.[86] Es hätte schon 2020 Ölkessel in Neubauten untersagt.[87]
- In den Niederlanden sollen ab 2026 nur noch Hybrid-Wärmepumpen oder Wärmenetze möglich sein.[88]
- Die kanadischen Städte Vancouver und Québec haben weitreichende Regelungen erlassen.[89]

## Das Gebäudeenergiegesetz als Angriffsziel populistischer Kampagnen
Eine Studie von Tobias Haas, Hendrik Sander, Anna Fünfgeld und Franziska Mey aus dem Jahr 2025 untersucht, wie rechte und populistische Akteure in Deutschland die Klimapolitik, speziell das Gebäudeenergiegesetz, behindern. Die Autoren verwenden darin zur Analyse der Verzögerung und Abschwächung von Klimamaßnahmen das Konzept der „Climate Obstruction“. Die Autoren zeigen auf, dass das GEG, das ursprünglich deutlich strengere Vorgaben zur Nutzung erneuerbarer Energien für Heizungen vorsah, nach heftigen Protesten und Medienkampagnen stark abgeschwächt verabschiedet wurde. Die Studie identifiziert fünf zentrale Argumentationslinien der populistischen Kampagnen: Enteignung, Entmündigung, ideologische Motive, „grüne Vetternwirtschaft“ und die Forderung, „alle mitzunehmen“. Diese Argumente stellten das Gesetz fälschlicherweise als Eingriff in Eigentumsrechte und Freiheit dar und vermittelten, dass es die Bevölkerung bevormunde und ideologisch motiviert sei. Ein zentrales Ergebnis ist den Ergebnissen der Studie zufolge, dass offen klimaskeptische Argumente kaum genutzt wurden; stattdessen zielten populistische Narrative darauf auf das Schüren von Ängsten vor wirtschaftlichen Belastungen und sozialer Ungerechtigkeit. Dies führte zu einer paradoxen Situation, in der aus Angst vor einem vermeintlichen Heizungsverbot kurzfristig mehr fossile Heizungen verkauft wurden. Die Autoren fordern zur Entkräftung populistischer Widerstände ein stärker sozial gerechte Gestaltung von Klimapolitik und eine klare Kommunizierung der langfristigen Vorteile. Überdies sollten den Autoren zufolge tiefergehende Interessenlagen und politische Dynamiken, etwa die Rolle der fossilen Gaswirtschaft, in künftigen Analysen stärker berücksichtigt werden. Die Studie empfiehlt abschließend, bei künftigen Gesetzen zur Abwehr populistischer Angriffe frühzeitig auf soziale Akzeptanz und finanzielle Entlastung zu achten.